# William S. Damrell

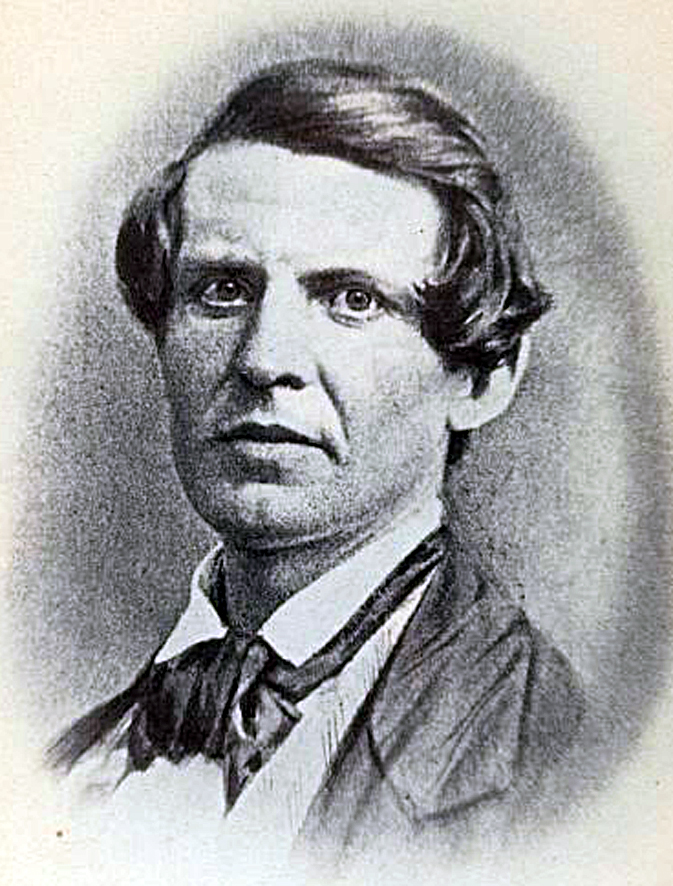
William S. Damrell (1859)

William Shapleigh Damrell (* 29. November 1809 in Portsmouth, New Hampshire; † 17. Mai 1860 in Dedham, Massachusetts) war ein US-amerikanischer Politiker. Von 1855 bis 1859 vertrat er den Bundesstaat Massachusetts im US-Repräsentantenhaus.

## Werdegang
William Damrell besuchte die öffentlichen Schulen seiner Heimat. Anschließend machte er eine Lehre im Druckerhandwerk. Danach wurde er Eigentümer einer großen Druckerei in Boston. Politisch war er zunächst Mitglied der American Party. Bei den Kongresswahlen des Jahres 1854 wurde er im dritten Wahlbezirk von Massachusetts in das US-Repräsentantenhaus in Washington, D.C. gewählt, wo er am 4. März 1855 die Nachfolge von J. Wiley Edmands antrat. Nach einer Wiederwahl als Kandidat der Republikanischen Partei, der er sich inzwischen angeschlossen hatte, konnte er bis zum 3. März 1859 zwei Legislaturperioden im Kongress absolvieren. Diese waren von den Ereignissen im Vorfeld des Bürgerkrieges geprägt.
In seiner zweiten Amtszeit erlitt Damrell einen Schlaganfall, von dessen Folgen er sich nicht mehr erholte. Aufgrund seines Gesundheitszustandes verzichtete er im Jahr 1858 auf eine weitere Kandidatur. Nach dem Ende seiner Zeit im US-Repräsentantenhaus arbeitete er, so gut es seine Gesundheit erlaubte, in seiner Druckerei. Er starb am 17. Mai 1860 in Dedham.